# Paulus (Münsterschwarzach)
Paulus (* im 15. Jahrhundert in Dettelbach; † 30. März 1505) war von 1503 bis 1505 Abt des Benediktinerklosters in Münsterschwarzach.

## Münsterschwarzach vor Paulus
Die Abtei Münsterschwarzach war während des gesamten 15. Jahrhunderts im Inneren tief gespalten. Mehrere Äbte wurden wegen der Uneinigkeit des Konvents von den Herren des Klosters, den Fürstbischöfen von Würzburg, eingesetzt. Im Jahr 1409 erfolgte die Einsetzung Kaspar von Schaumbergs sogar durch ein Dekret des Papstes. Die so ernannten Vorsteher wirtschafteten außerdem zumeist in ihre eigenen Taschen und trugen dadurch zur Verschuldung des Klosters bei.
Die Vorgänger des Abtes Paulus begannen in der zweiten Hälfte des Jahrhunderts die Annäherung an einen großen Klosterzusammenschluss, die Bursfelder Kongregation. Hierhin wurden sie von den Würzburger Fürstbischöfen unterstützt. Der offizielle Beitritt zur Klosterunion durch Abt Martin im Jahr 1480 folgte bald. Nun mischten sich auch die Visitatoren der Klosterunion in die inneren Angelegenheiten der Abtei ein. Sie brachten Paulus Vorgänger Michael zur Resignation. Dieser hatte zuvor versucht, der Schulden durch massenhaften Verkauf von Klostergütern Herr zu werden.

## Leben
Paulus wurde im 15. Jahrhundert im unterfränkischen Dettelbach geboren. Über seine Eltern und Geschwister ist nichts bekannt. Auch seine Ausbildung oder Studium wird in den Quellen nicht vermerkt. Er taucht als Professe erstmals in den Münsterschwarzacher Klosterbüchern auf. Innerhalb des Klosters hatte er das Amt des Cellerars inne, in dieser Funktion besuchte er auch das Generalkapitel der Bursfelder Kongregation in Erfurt 1501.
Als im Januar 1503 Abt Michael unter dem Druck der Bursfelder Visitatoren zurücktrat, wählte der Konvent den bereits kranken Paulus zum neuen Klostervorsteher. An diesem Tag, wohl der 25. Januar 1503, war neben den Visitatoren auch der Fürstbischof von Würzburg, Lorenz von Bibra im Kloster zugegen. Der neue Abt empfing am 18. Februar desselben Jahres die Erbhuldigung des Klosterdorfes Dimbach, war vorher also wohl bereits benediziert worden.
Ebenso wie seine Vorgänger engagierte sich Abt Paulus auch für die Bursfelder Union. Am 4. April 1503 leistete er auf dem Generalkapitel der Kongregation in der St. Jakobskirche in Mainz den Eid auf die Ideale des Klosterbundes. Diese Amtshandlung ist die einzig überlieferte in der kurzen Amtszeit des Paulus. Am 30. März 1505 starb Paulus an Syphilis und wurde in der Klosterkirche nahe dem Marienaltar beigesetzt.